# Мекозух
Мекозух (Mekosuchus) — вимерлий рід крокодилів вимерлої підродини Mekosuchinae родини крокодилових (Crocodylidae). Мекозухи були поширені у Австралазії починаючи з міоцену та вимерли після прибуття на південнотихоокеанські острови людей в історичний час. Це були невеликі наземні крокодили, завдовжки до 2 м. Вважається, що основу раціону складали молюски.

## Види
Описано чотири визнані види мекозуха. Першим описаним є типовий вид М. inexpectatus, що був поширений у голоцені Нової Каледонії та вимер приблизно 4000 років тому (з приходом людини).
Інший відомий вид голоцену, М. kalpokasi, що жив на острові Ефате, Вануату приблизно 3000 років тому (знову зникає з приходом людини).
М. whitehunterensis, найстаріший відомий вид, що жив наприкінці олігоцену в Квінсленді. М. sanderi також жив у Квінсленді, але пізніше, під час міоцену.